# Liste der Biografien/Ark
Liste der Biografien |
Portal Biografien |
Personensuche
# |
A |
B |
C |
D |
E |
F |
G |
H |
I |
J |
K |
L |
M |
N |
O |
P |
Q |
R |
S |
T |
U |
V |
W |
X |
Y |
Z |
?
 
Aa |
Ab |
Ac |
Ad |
Ae |
Af |
Ag |
Ah |
Ai |
Aj |
Ak |
Al |
Am |
An |
Ao |
Ap |
Aq |
Ar |
As |
At |
Au |
Av |
Aw |
Ax |
Ay |
Az
 
Ara |
Arb |
Arc |
Ard |
Are |
Arf |
Arg |
Arh |
Ari |
Arj |
Ark |
Arl |
Arm |
Arn |
Aro |
Arp |
Arq |
Arr |
Ars |
Art |
Aru |
Arv |
Arw |
Arx |
Ary |
Arz
Die Liste der Biografien führt alle Personen auf, die in der deutschsprachigen Wikipedia einen Artikel haben. Dieses ist eine Teilliste mit 65 Einträgen von Personen, deren Namen mit den Buchstaben „Ark“ beginnt.

## Ark
- Ark, Friedrich Joseph (1807–1878), deutscher Architekt
- Ark, Karel van (1839–1902), niederländisch-russischer Pianist und Musikpädagoge
- Ark, Tamara van (* 1974), niederländische Politikerin (VVD)

### Arka
- Arkaah, Kow Nkensen (1927–2001), ghanaischer Politiker und Vizepräsident des Landes
- Arkadianou, Anna (* 2001), griechische Tennisspielerin
- Arkadjew, Wladimir Konstantinowitsch (1884–1953), russischer und sowjetischer Physiker
- Arkaeva, Oxana, ukrainische Opern-, Operetten-, Oratorien-, Lied- und Konzertsängerin (Sopran)
- Arkajew, Roman Sergejewitsch (* 1973), russischer Beachvolleyballspieler
- Arkan, İpek (* 1997), türkische Schauspielerin
- Arkana, Keny (* 1982), französische RapperinKeny Arkana (* 1982)

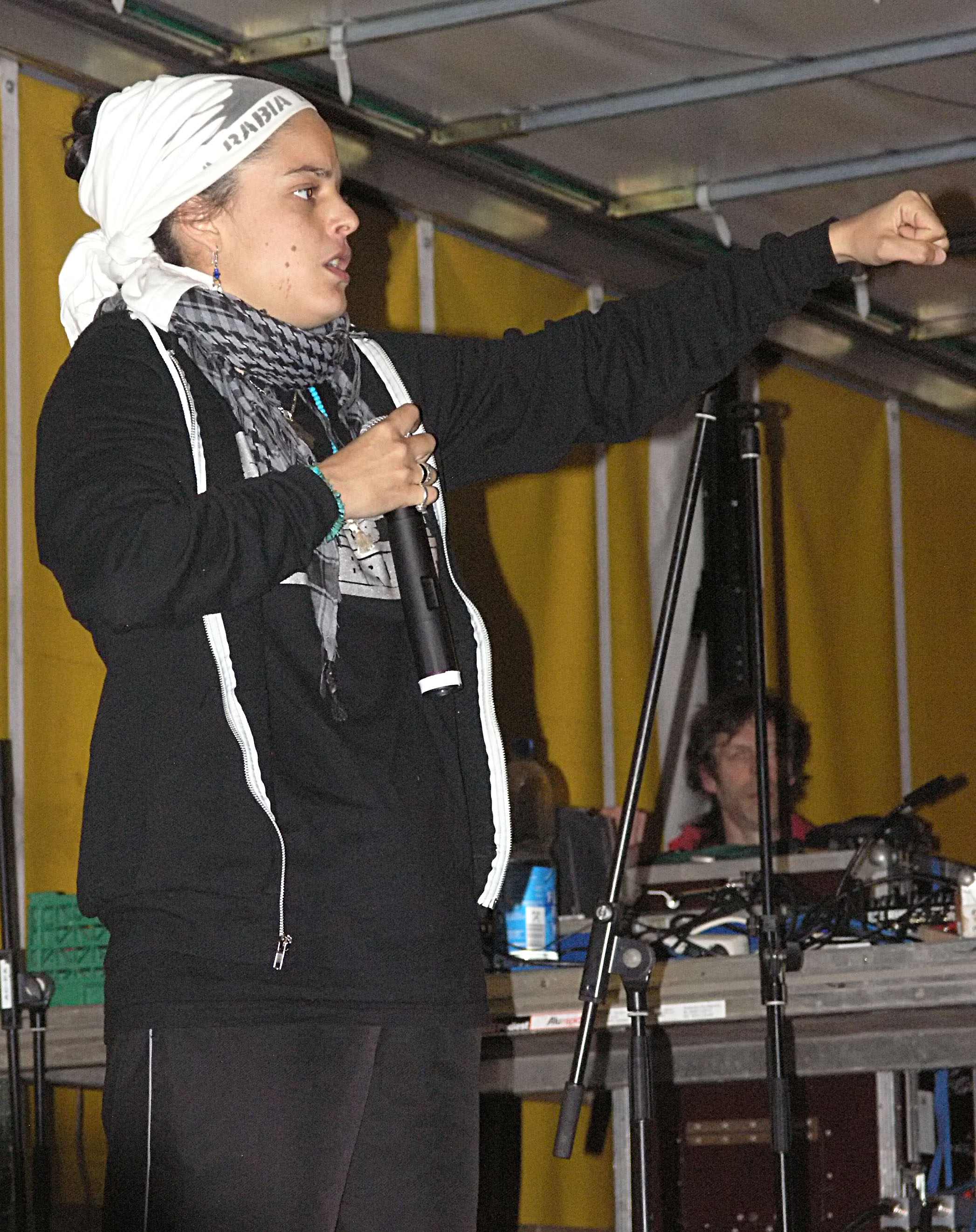
Keny Arkana (* 1982)

- Arkani-Hamed, Nima (* 1972), amerikanisch-kanadischer theoretischer Physiker
- Arkapaw, Adam, australischer Kameramann
- Arkar Naing (* 1993), myanmarischer Fußballspieler

### Arkb
- Arkbro, Ellen (* 1990), schwedische Musikerin (Pfeifenorgel, Gesang, Komposition)

### Arke
- Arke, Oskar (1854–1926), deutscher Keramiker und Pionier der elektrotechnischen Porzellanindustrie
- Arke, Rainer (* 1947), deutscher Maler, Visualist und Designer der klassischen Moderne
- Arke, Walter (* 1900), deutscher Ingenieur
- Arkeen, West (1960–1997), US-amerikanischer Gitarrist
- Arkel van der Leede, Folpert van († 1140), Erster Herr Ter Leede, Herr von Polsbroek
- Arkel, Eduard van (1893–1976), niederländischer Chemiker
- Arkel, Johan I. van († 1034), Herr von Arkel und Polsbroek
- Arkel, Johan II. van († 1077), Herr von Arkel und Polsbroek
- Arkel, Johan III. van, Herr von Arkel, Heukelom und Polsbroek
- Arkell, Anthony John (1898–1980), britischer Ägyptologe und Verwaltungsbeamter im Sudan
- Arkell, Keith (* 1961), englischer Schachspieler
- Arkell, Simon (* 1966), australischer Stabhochspringer
- Arkell, William Joscelyn (1904–1958), britischer Geologe und Paläontologe
- Arkenau, Aurelius (1900–1991), deutscher Dominikanerpater und Gegner des NS-Regimes
- Arkenberg, Fynn (* 1996), deutscher Fußballspieler
- Arkenstone, David (* 1952), US-amerikanischer Musiker und Komponist
- Arkesilaos, römischer Konsul
- Arkesilaos, Satrap von Mesopotamien
- Arkesilaos, antiker griechischer Philosoph
- Arkesilaos I., König von Kyrene
- Arkesilaos II., König von Kyrene
- Arkesilaos III., König von Kyrene
- Arkesilaos IV., König von Kyrene
- Arkesilas-Maler, lakonischer Vasenmaler

### Arkh
- Arkhipkina, Sofia (* 1994), britische Badmintonspielerin

### Arki
- Arkidsch, Saʿd ad-Din (* 1948), turkmenischer Politiker und Vorsitzender der Turkmenenfront des Irak
- Arkin, Adam (* 1956), US-amerikanischer Schauspieler und Fernsehregisseur
- Arkin, Alan (1934–2023), US-amerikanischer Schauspieler und RegisseurAlan Arkin (1934–2023)

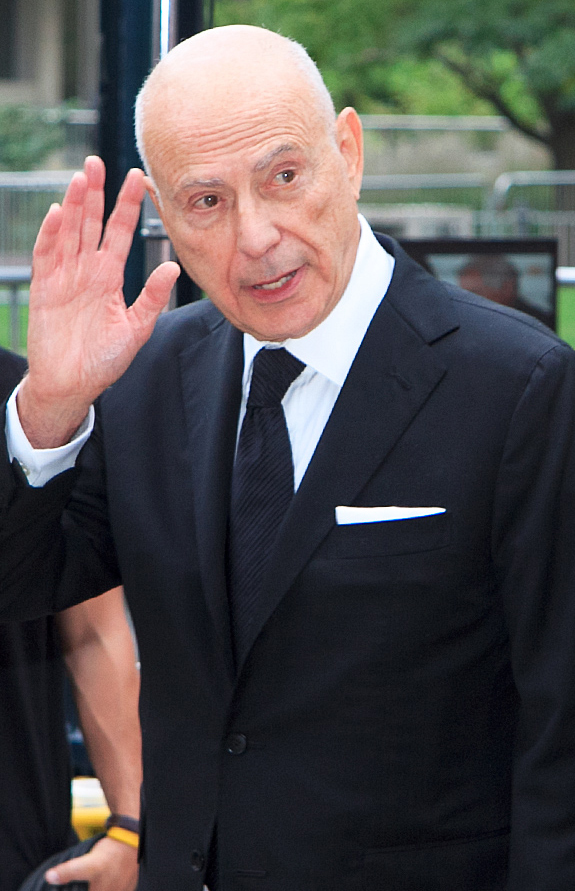
Alan Arkin (1934–2023)

- Arkın, Cüneyt (1937–2022), türkischer Schauspieler, Drehbuchautor, Filmregisseur und -produzent
- Arkın, Murat (* 1975), türkischer Schauspieler
- Arkin, Ronald C. (* 1949), US-amerikanischer Wissenschaftler in dem Bereich Robotik und Roboterethik
- Arkit, Tadeusz (* 1955), polnischer Politiker, Mitglied des Sejm
- Arkivuo, Kari (* 1983), finnischer Fußballspieler

### Arkl
- Arkless, Richard (* 1975), schottischer Politiker
- Arklöv, Jackie (* 1973), schwedischer Kriegsverbrecher

### Arko
- Arko, Günther L. (1903–1964), deutscher Kameramann
- Arko, Hans (1888–1953), österreichischer Rechtsanwalt
- Arkoç, Özcan (1939–2021), türkischer Fußballtorwart und -trainer
- Arkoff, Samuel Z. (1918–2001), US-amerikanischer Filmproduzent
- Arkona, Malte (* 1978), deutscher FernsehmoderatorMalte Arkona (* 1978)

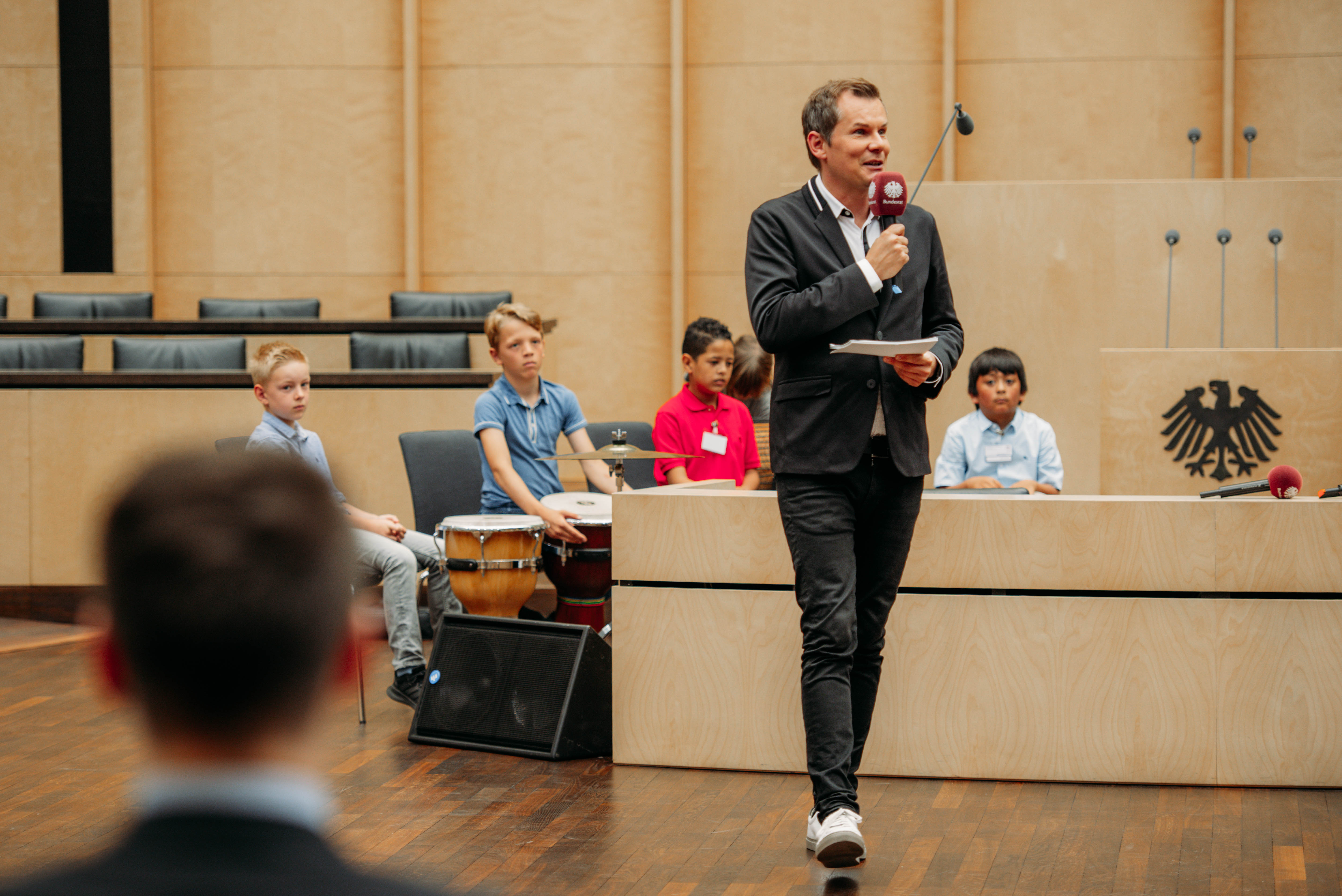
Malte Arkona (* 1978)

- Arkornsakul, Pacharakamol (* 1993), thailändische Badmintonspielerin
- Arkoudas, Christos (* 1990), griechischer Fußballspieler
- Arkoun, Mohammed (1928–2010), algerisch-französischer Philosoph und islamischer Gelehrter

### Arkt
- Arktinos von Milet, griechischer Epiker

### Arku
- Arkus-Duntov, Zora (1909–1996), US-amerikanisch-belgischer Automobiltechniker und -entwickler
- Arkush, Allan (* 1948), US-amerikanischer Film- und Fernsehregisseur
- Arkuszewski, Uwe (1962–2004), deutscher Moderator, Sänger und Entertainer
- Arkuszewski, Wojciech (* 1948), polnischer Politiker, Mitglied des Sejm

### Arkw
- Arkwright, Ian (* 1959), englischer Fußballspieler
- Arkwright, Richard (1732–1792), britischer Textilindustrieller und Erfinder
- Arkwright, Robert (1903–1971), britischer Generalmajor